# 야행 (1977년 영화)
야행은 1977년 공개된 대한민국의 영화이다.

## 배역
- 윤정희
- 신성일
- 주증녀
- 최회영
- 최길호
- 양일민
- 이일웅
- 주현
- 김홍지

## 수상
- 1977년 제3회 현대비평가그룹상[1]
  - 각본상 - 홍파
  - 특별상 - 윤정희

## 줄거리
같은 은행에서 근무하는 이현주와 박 대리는 주위의 눈을 피해 동거를 하고 있는 젊은 남녀다. 현주는 결혼에는 관심 없고 자기만을 위해 사는 박 대리에게 권태를 느끼고 휴가차 홀로 고향으로 떠난다. 현주는 고향에서 어린 시절의 즐거웠던 추억에 젖어들지만 이내 고통스런 기억도 함께 떠오른다. 고향에서 돌아왔지만 현주는 변함없는 박 대리의 태도에 공허함을 느끼고 방황하지만 공허함을 채울 길이 없다.